# باشگاه فوتبال آذر کوثر تبریز
باشگاه فوتبال آذرکوثر تبریز ، یکی از تیم‌های تبریز است که بعد از کسب مقام دوم در لیگ استانی آذربایجان شرقی توانست برای اولین بار جواز حضور در چهارمین لیگ معتبر ایران یعنی لیگ دسته سه ایران را کسب کند و این تیم تلاش می‌کند تا جایگاه خود را در این لیگ ثابت کند و تا بتواند سال‌های بعد به لیگ‌های بعدی برود. ورزشگاه خانگی این تیم ورزگاه باغشمال است که واقع در یکی از محله‌های تبریز است.

## فصل‌ها
| فصل     | لیگ        | رتبه | جام حذفی  | توضیحات                              |
| ------- | ---------- | ---- | --------- | ------------------------------------ |
| ۱۳۹۱–۹۲ | لیگ استانی | ۲وم  | صعود نکرد | صعود                                 |
| ۱۳۹۲–۹۳ | دسته سه    | -    | دوره‌اول   | این لیگ به دلیل تبانی نیمه تمام ماند |
| ۱۳۹۳–۹۴ | دسته سه    |      |           |                                      |